# アントニーとクレオパトラ (1972年の映画)
『アントニーとクレオパトラ』（Antony and Cleopatra）は、1972年のイギリス・スイス・スペインの歴史映画。
ウィリアム・シェイクスピアの戯曲『アントニーとクレオパトラ』をチャールトン・ヘストン監督・主演・脚本で映画化した作品である。

## キャスト
- アントニー: チャールトン・ヘストン[注 1]（吹替：小林清志）
- クレオパトラ: ヒルデガード・ニール（英語版）
- エノバルブス: エリック・ポーター（英語版）
- オクタウィウス・カエサル: ジョン・キャッスル（英語版）
- レピドゥス: フェルナンド・レイ
- アレクサス: フアン・ルイス・ガリアルド（英語版）
- 小オクタウィア: カルメン・セビリア（英語版）
- ポンペイウス: フレディ・ジョーンズ

※日本語吹替版の初回放送は1974年4月16日